# العلاقات الكورية الشمالية النيوزيلندية
العلاقات الكورية الشمالية النيوزيلندية هي العلاقات الثنائية التي تجمع بين كوريا الشمالية ونيوزيلندا.

## مقارنة بين البلدين
هذه مقارنة عامة ومرجعية للدولتين:
| وجه المقارنة                                              | كوريا الشمالية                        | نيوزيلندا                                              |
| --------------------------------------------------------- | ------------------------------------- | ------------------------------------------------------ |
| المساحة (كم2)                                             | 120.54 ألف                            | 268.02 ألف                                             |
| عدد السكان (نسمة)                                         | 25.49 مليون                           | 4.24 مليون                                             |
| الكثافة السكانية (ن./كم²)                                 | 211.47                                | 15.82                                                  |
| العاصمة                                                   | بيونغيانغ                             | ويلينغتون، أوكلاند                                     |
| اللغة الرسمية                                             | لغة كوريا الشمالية القياسية ‏          | لغة إنجليزية، اللغة الماورية، لغة الإشارة النيوزيلندية |
| العملة                                                    | وون كوري شمالي                        | دولار نيوزيلندي، الجنيه النيوزيلندي                    |
| الناتج المحلي الإجمالي (بليون دولار)                      |                                       | 205.85 مليار                                           |
| الناتج المحلي الإجمالي (تعادل القوة الشرائية) بليون دولار |                                       |                                                        |
| الناتج المحلي الإجمالي الاسمي للفرد دولار أمريكي          |                                       |                                                        |
| الناتج المحلي الإجمالي للفرد دولار أمريكي                 |                                       |                                                        |
| مؤشر التنمية البشرية                                      |                                       | 0.914                                                  |
| رمز المكالمات الدولي                                      | +850                                  | +64                                                    |
| رمز الإنترنت                                              | .kp                                   | .nz                                                    |
| المنطقة الزمنية                                           | ت ع م+08:30، ت ع م+08:30، ت ع م+09:00 | ت ع م+13:00، ت ع م+12:00                               |

## منظمات دولية مشتركة
يشترك البلدان في عضوية مجموعة من المنظمات الدولية، منها:
| علم المنظمة | اسم المنظمة                   | تاريخ انضمام كوريا الشمالية | تاريخ انضمام نيوزيلندا |
| ----------- | ----------------------------- | --------------------------- | ---------------------- |
|             | الأمم المتحدة                 | 17 سبتمبر 1991              | 24 أكتوبر 1945         |
|             | منتدى آسيان الإقليمي ‏         | ?                           | ?                      |
|             | الاتحاد الدولي للاتصالات      | ?                           | 3 يونيو 1878           |
|             | الاتحاد البريدي العالمي       | ?                           | ?                      |
|             | المنظمة الهيدروغرافية الدولية | ?                           | ?                      |
|             | يونسكو                        | 18 أكتوبر 1974              | 4 نوفمبر 1946          |

## وصلات خارجية
- موقع وزارة الخارجية الكورية الشمالية
- موقع وزارة الخارجية النيوزيلندية